# Зубков, Дмитрий Петрович
Дмитрий Петрович Зубков (1911, Семейкино, Курская губерния — январь 2006, Ысык-Атинский район) — старший агроном свеклосовхоза имени Фрунзе Министерства пищевой промышленности СССР, Кантский район, Киргизская ССР. Герой Социалистического Труда (1948). Депутат Верховного Совета Киргизской ССР. Лауреат Государственной премии Киргизской ССР (1976).

## Биография
Родился в 1911 году в крестьянской семье в селе Семейкино (ныне — Путивльский район, Сумская область, Украина).
Участвовал в Великой Отечественной войне. Призван в РККА в 1941 году Кагановическим РВК Фрунзенской области Киргизской ССР. На фронте — с июня по декабрь 1942 года. Старший лейтенант, командир стрелковой роты 563-го стрелкового полка 163-й стрелковой дивизии Донского фронта. Дважды ранен (один раз — тяжело в руку).
После ранения — старший агроном Новотроицкого сахарного завода Кагановического района Фрунзенской области Киргизской ССР.
С 1946 года — старший агроном свеклосовхоза имени Фрунзе Кантского района.
Применял передовые агрономические методы, в результате чего в совхозе значительно возросла урожайность сахарной свеклы. В 1947 году в совхозе было собрано в среднем с каждого гектара по 817 центнеров сахарной свеклы. Указом Президиума Верховного Совета СССР от 8 мая 1948 года «за получение высоких урожаев сахарной свёклы в 1947 году» удостоен звания Героя Социалистического Труда с вручением ордена Ленина и золотой медали «Серп и Молот».
В 1954 году окончил заочное отделение Всесоюзный сельскохозяйственный институт в Балашихе. С 1959 года — директор Киргизской испытательной станции автомобильного транспорта.
Избирался депутатом Верховного Совета Киргизской ССР (1965—1967).
С 1991 года — на пенсии. Проживал в Ысык-Атинском районе.
Скончался в 2006 году.

## Награды
- 2 ордена Ленина
- 2 ордена Октябрьской Революции
- орден Отечественной войны I степени (1985)[1]
- орден «Знак Почёта»
- медаль «За отвагу» (1947)[2]